# Aplocheilichthys bukobanus
Aplocheilichthys bukobanus là một loài cá thuộc họ Poeciliidae. Nó được tìm thấy ở Kenya, Tanzania, and Uganda. Các môi trường sống tự nhiên của chúng là sông, swamps, đầm lầy nước ngọt, and intermittent freshwater marches.